# Olympische Winterspiele 1960/Ski Nordisch
Bei den VIII. Olympischen Winterspielen 1960 in Squaw Valley fanden acht Wettbewerbe im nordischen Skisport statt. Diese galten gleichzeitig als 23. Nordische Skiweltmeisterschaften. Neben olympischen Medaillen wurden auch Weltmeisterschaftsmedaillen vergeben. Einzige Ausnahme war die Nordische Kombination, in der es ausschließlich olympische Medaillen gab. Austragungsorte waren das McKinney Creek Stadium und der Papoose Peak Jump.
Erstmals wurde bei den nordischen Wettbewerben im Rahmen von Olympischen Spielen bzw. Weltmeisterschaften die Dominanz der Sportler aus Skandinavien und der Sowjetunion ein wenig angekratzt. Maßgeblich daran beteiligt war das gesamtdeutsche Team mit den beiden Goldmedaillen durch Helmut Recknagel im Skispringen und Georg Thoma in der Nordischen Kombination. Hinzu kam auch die Bronzemedaille des Österreichers Otto Leodolter im Skispringen.

## Bilanz

### Medaillenspiegel
| Platz | Land        | Gold | Silber | Bronze | Gesamt |
| ----- | ----------- | ---- | ------ | ------ | ------ |
| 1     | Finnland    | 2    | 2      | 2      | 6      |
| 2     | Schweden    | 2    | 2      | 1      | 5      |
| 3     | Deutschland | 2    | –      | –      | 2      |
| 4     | Sowjetunion | 1    | 2      | 4      | 7      |
| 5     | Norwegen    | 1    | 2      | –      | 3      |
| 6     | Österreich  | –    | –      | 1      | 1      |

### Medaillengewinner
| Konkurrenz        | Gold                                                                              | Silber                                                                             | Bronze                                                                                     |
| ----------------- | --------------------------------------------------------------------------------- | ---------------------------------------------------------------------------------- | ------------------------------------------------------------------------------------------ |
| 15 km             | Håkon Brusveen                                                                    | Sixten Jernberg                                                                    | Veikko Hakulinen                                                                           |
| 30 km             | Sixten Jernberg                                                                   | Rolf Rämgård                                                                       | Nikolai Anikin                                                                             |
| 50 km             | Kalevi Hämäläinen                                                                 | Veikko Hakulinen                                                                   | Rolf Rämgård                                                                               |
| 4 × 10 km Staffel | Finnland 000Toimi Alatalo 000Veikko Hakulinen 000Väinö Huhtala 000Eero Mäntyranta | Norwegen 000Hallgeir Brenden 000Håkon Brusveen 000Harald Grønningen 000Einar Østby | Sowjetunion 000Nikolai Anikin 000Alexei Kusnezow 000Anatoli Scheljuchin 000Gennadi Waganow |

| Konkurrenz       | Gold                                                            | Silber                                                                 | Bronze                                                    |
| ---------------- | --------------------------------------------------------------- | ---------------------------------------------------------------------- | --------------------------------------------------------- |
| 10 km            | Marija Gussakowa                                                | Ljubow Kosyrewa                                                        | Radja Jeroschina                                          |
| 3 × 5 km Staffel | Schweden 000Sonja Edström 000Irma Johansson 000Britt Strandberg | Sowjetunion 000Marija Gussakowa 000Radja Jeroschina 000Ljubow Kosyrewa | Finnland 000Toini Pöysti 000Siiri Rantanen 000Eeva Ruoppa |

| Konkurrenz    | Gold             | Silber        | Bronze         |
| ------------- | ---------------- | ------------- | -------------- |
| Normalschanze | Helmut Recknagel | Niilo Halonen | Otto Leodolter |

| Konkurrenz | Gold        | Silber         | Bronze           |
| ---------- | ----------- | -------------- | ---------------- |
| Einzel     | Georg Thoma | Tormod Knutsen | Nikolai Gussakow |

## Vorschau
Die Vorschau im «Sport Zürich» vom 19. Februar 1960 wies vorerst darauf hin, dass die geographische Lage (zum einen der McKinney-Creek auf 2.000 m Seehöhe, zum anderen die südliche Lage ungefähr am gleichen Breitengrad wie Madrid) und dazu auch die hier von der Luftfeuchtigkeit stark abhängige Beschaffenheit des Schnees wichtige Faktoren sein werden. Bei den Weltmeisterschaften 1958 habe es den Eindruck gemacht, als ob bei den Frauen eine Stagnation eingetreten sei. Nun seien jedoch besonders in Schweden neue Namen aufgetaucht, was eine Umschichtung vermuten lasse. Bei den SDS-Rennen in Grindelwald hätten sowohl Polen als auch die Tschechoslowakei sowie überraschenderweise Westdeutschland neue und zum Teil recht vielversprechende Kräfte präsentiert. Allgemein ging man davon aus, dass die meisten Medaillen an die Sowjetunion gehen würden.
Bei den Herren habe Schweden mit Sixten Jernberg das „beste Eisen“ im Feuer. Er könne als einziger klarer Favorit für mindestens einen Sieg bezeichnet werden, zumal er genau zur richtigen Zeit in Hochform sein würde. Auch Rolf Rämgård schiebe sich immer deutlicher in den Vordergrund. Olsson, die „ganze Reihe Larsson“ und andere würden eine sehr beachtenswerte Streitmacht hinter Jernberg bilden. Die „geschlossenste Mannschaft“ dürfte Finnland stellen (vor allem im Staffellauf), obwohl sie wegen Schneemangels in ihrem Training arg behindert gewesen sei. Ob ihr großes Ass Hakulinen seine alte Durchschlagskraft nochmals ausspielen könne, sei nicht ausgeschlossen. Von den Sowjetläufern wisse man, dass sie bereits im Vorwinter eine starke Rekognoszierungsequipe nach Squaw Valley entsandt hätten; ihre „Schachzüge würden also von langer Hand vorbereitet“ sein. Aus Pressemeldungen war zu schließen, dass ihr Training konsequent auf hochgelegenen Stationen stattgefunden habe. Die Mannschaft sei als stark einzuschätzen, wobei voraussichtlich Pawel Koltschin, Anatoli Scheljuchin und Alexander Gubin herausstechen würden. Vieles deute darauf hin, dass nach den Enttäuschungen der Norweger 1956 und 1958 wieder Klasseleute heranreifen. Jedenfalls hätten Andreasen, Jensen und vor allem Stensheim von sich reden gemacht. Der zweifache Olympiasieger Brenden habe sich für diese Spiele empfohlen, doch müsse da noch abgewartet werden. Sicher sei nur, dass er einer der besten Techniker auf der Loipe und äußerst gefährlich sei, wenn es steil und häufig bergauf und ab gehe. Auch Brusveen könne auf den kurzen Strecken nochmals Überraschungen schaffen.
Im 15-km-Rennen könnte der Fall eintreten, dass einige Routinierte durch jüngere Athleten zurückversetzt würden, das Leistungsniveau habe sich angeglichen. In Lahti habe sich der Franzose Mermet auf Rang 16 hervorschieben können, diesmal sei dies eher dem Italiener De Florian zuzutrauen oder den Polen Mateja und Rysula. Eine gute Platzierung eines Schweizers gehöre nicht unbedingt „ins Reich der Märchen“. Die stärkste Staffel hinter den Skandinaviern und Sowjets dürfte wiederum Italien stellen, auch Polen müsse beachtet werden. Rang sechs für die Schweizer Staffel wäre ein Erfolg. Auf den längeren Distanzen würden die nordischen und russischen Kanonen ihre Überlegenheit noch deutlicher ausspielen. Seitens der Schweiz werde auf Fritz Kocher gesetzt, der dazu fähig wäre, falls er seine Formkrise überwunden habe und sich in guter Verfassung befände.
In der Kombination würden die Norweger „traditionsgemäß“ mit den aussichtsreichsten Anwärtern (Knutsen, Gundersen, Steinersen, Larsen) anrücken, ernstzunehmende Bewerber seien die Finnen. Der polnische Bronzegewinner von 1956, Franciszek Gąsienica Groń, scheine wieder in Form zu sein. Während die Österreicher und Tschechen kaum stark genug seien, um sich in Geltung zu bringen, würde der „erlauchten Gesellschaft“ durch die Deutschen Thoma und Flauger Konkurrenz erwachsen, die ihre Trümpfe auf der Schanze ausspielen würde. Es wäre keine Überraschung, wenn eine Medaille nach Deutschland wandern würde. Über die UdSSR-Läufer wisse man zu wenig; es seien Vertreter mit einiger Klasse in einem der beiden Wettkämpfe gestellt worden, doch sie wären „nicht ausgeglichen genug“ gewesen, um sich auf die vorderen Plätze der Gesamtwertung zu schieben.
Ein Dutzend Springer sei zu einer Medaille fähig. Im Vordergrund stünden die Finnen mit dem aktuellen Weltmeister Kärkinen, mit dem „jungen, außerordentlichen Talent“ Halonen; mindestens eine Medaille scheine sicher zu sein. Die Norweger hätten „Himmel und Hölle in Bewegung gesetzt“, um in ihrer Domäne wieder mitzureden. Die DDR habe Harry Glaß zwar durch einen Unfall (Sturz bei der Vierschanzentournee 1959/60 auf der Bergiselschanze) verloren, aber in Recknagel einen Sieganwärter, auch die Westdeutschen seien mit einem Mann der „Extraklasse“, Bolkart, vertreten. Weitere Anwärter für vordere Plätze seien die beiden Schweden Lindqvist und Eriksson und auch einer aus Österreichs Spitzentrio. Der einzige Vertreter der Schweiz, Andreas Däscher, habe in dieser Saison noch nichts Überragendes geleistet und bisher immer verkrampft gewirkt. Wenn nicht alles trüge, würden die Spiele mit einer „sehr hochstehenden Sprungkonkurrenz“ abgeschlossen werden.

## Langlauf Männer

### 15 km
| Platz | Land | Sportler           | Zeit (min) |
| ----- | ---- | ------------------ | ---------- |
| 1     | NOR  | Håkon Brusveen     | 51:55,5    |
| 2     | SWE  | Sixten Jernberg    | 51:58,6    |
| 3     | FIN  | Veikko Hakulinen   | 52:03,0    |
| 4     | URS  | Gennadi Waganow    | 52:18,0    |
| 4     | NOR  | Einar Østby        | 52:18,0    |
| 6     | FIN  | Eero Mäntyranta    | 52:40,6    |
| 7     | SWE  | Janne Stefansson   | 52:41,0    |
| 8     | SWE  | Rolf Rämgård       | 52:47,3    |
| 9     | ITA  | Marcello De Dorigo | 52:53,5    |
| 10    | URS  | Nikolai Anikin     | 52:55,0    |
|       |      |                    |            |
| 24    | EUA  | Cuno Werner        | 55:25,6    |
| 27    | SUI  | Alphonse Baume     | 55:58,9    |
| 31    | SUI  | Lorenz Possa       | 56:30,1    |
| 32    | EUA  | Enno Röder         | 56:54,4    |
| 37    | SUI  | Marcel Huguenin    | 57:36,7    |
| 38    | EUA  | Werner Haase       | 57:40,3    |
| 39    | SUI  | Konrad Hischier    | 57:43,9    |
| 42    | EUA  | Siegfried Weiß     | 58:04,6    |

Datum: 23. Februar 1960, 08:00 Uhr

54 Teilnehmer aus 19 Ländern, alle in der Wertung
Alle drei Medaillengewinner hatten Rennerfahrung von sieben bis zehn Jahren. Die Goldmedaille holte Brusveen, der während seiner bisherigen Laufbahn immer im Schatten von Brenden gestanden war. Die Norweger, die in den letzten Jahren ins Hintertreffen geraten waren, hatten nach dem Sieg von Georg Thoma in der Kombination bereits befürchtet, im Loipensport sieglos zu bleiben. Nun aber rückte durch das gute mannschaftliche Ergebnis die Chance auf eine Staffelmedaille wieder näher, nachdem die Sowjet-Starter glattweg versagt hatten, denn drei von ihnen waren langsamer als der beste Mitteleuropäer. Beispielsweise landete Anikin, der in den Vorberichten zu den Medaillenanwärtern gezählt worden war, abgeschlagen auf Rang 10.
Das Rennen begann bei Minus 7 bis 8,5 Grad und unter strahlend blauem Himmel. Es waren nur etwa 100 Zuschauer im Zielstadion erschienen, der Startintervall betrug 30 Sekunden. Der Schnee war hart und trocken, es gab keinerlei Wachsprobleme. Nachdem die Sowjetunion auf den erkälteten Koltschin verzichten musste, rechnete man fest mit einem Skandinavier-Sieg. Die Strecke bestand aus einer einzigen Schleife, die jedoch von jener in der Nordischen Kombination sehr verschieden war. Die größte Schwierigkeit befand sich von Kilometer 6,5 bis 9, wo sich eine 1,5 km lange Rampe mit 96 m Höhendifferenz (gefolgt von einer recht steilen Abfahrt) befand. Eine zweite Rampe von 800 m Länge und 40 m Höhendifferenz brachte die Loipe auf ihren höchsten Punkt von 2045 m. Brusveen begann vorsichtig; er lag nach den ersten 5 km auf Platz 5 (hinter Stefansson, Jernberg, Rämgård und Waganow) und schob sich nach 10 km auf Platz 2 hinter Jernberg vor. Ihm als guter Abfahrer kam der letzte Streckenteil entgegen, während sich Jernberg hier nicht so sicher fühlte. Der norwegische Skiverbandspräsident Thorbjørn Nordahl hob nach Rennschluss Brusveens Außenseiterrolle hervor, als er zugab, dass dieser „beinahe wegen seiner mittelmäßigen Vorsaisonsleistungen nicht mitgenommen worden wäre“, er habe erst zwei Tage vor dem Abflug die Flugkarte erhalten.

### 30 km
| Platz | Land | Sportler         | Zeit (h)  |
| ----- | ---- | ---------------- | --------- |
| 1     | SWE  | Sixten Jernberg  | 1:51:03,9 |
| 2     | SWE  | Rolf Rämgård     | 1:51:16,9 |
| 3     | URS  | Nikolai Anikin   | 1:52:28,2 |
| 4     | URS  | Gennadi Waganow  | 1:52:28,2 |
| 5     | SWE  | Lennart Larsson  | 1:53:53,2 |
| 6     | FIN  | Veikko Hakulinen | 1:54:02,0 |
| 7     | FIN  | Toimi Alatalo    | 1:54:06,5 |
| 8     | URS  | Alexei Kusnezow  | 1:54:23,9 |
| 9     | NOR  | Hallgeir Brenden | 1:55:19,8 |
| 10    | NOR  | Oddmund Jensen   | 1:55:35,0 |
|       |      |                  |           |
| 21    | EUA  | Helmut Weidlich  | 2:01:25,8 |
| 24    | SUI  | Alphonse Baume   | 2:02:04,2 |
| 26    | EUA  | Josef Maier      | 2:02:10,6 |
| 28    | SUI  | Marcel Huguenin  | 2:03:25,6 |
| 29    | EUA  | Rudolf Dannhauer | 2:03:38,9 |
| 32    | SUI  | Lorenz Possa     | 2:05:41,2 |
| 33    | EUA  | Siegfried Hug    | 2:05:48,2 |

Datum: 19. Februar 1960, 08:00 Uhr

48 Teilnehmer aus 17 Ländern, davon 45 klassiert
Erster Starter war Oddmund Jensen aus Norwegen. Schon nach 5 km zeichnete sich der Erfolg des hohen Favoriten Jernberg ab, der 18 Sekunden vor seinem Landsmann Rämgård lag, wobei die Schweden an diesem Tag überhaupt die überragenden Läufer waren. Zwar war das Stadion gut hergerichtet – es gab eine voll besetzte Pressetribüne und Zwischenzeitmeldungen nach allen 5 Kilometern – aber das Rennen fand praktisch unter Ausschluss der Öffentlichkeit statt, was an der technisch offensichtlich nicht zu verhindernden Spaltung der Spiele weit weg vom eigentlichen Olympiaort lag. Jernberg begann, als hätte er nur 10 Kilometer vor sich, Rämgård erstarkte gegen Schluss und rückte ihm gefährlich nahe. Die Sowjetläufer bestätigten sich als ungemein starke Langläufer. Alle Finnen litten unter einem Seitenstechen, was verwunderlich war, da sie in einem Trainingslauf vor vier Tagen nichts gespürt hatten. Die Norweger führten ihr Vorsagen auf schlecht gewachste Skier zurück; Brenden wurde schon beim ersten Aufstieg von heftigem Seitenstechen befallen und musste bei 10 km warten, ehe er wieder aufdrehen konnte.

### 50 km
| Platz | Land | Sportler          | Zeit (h)  |
| ----- | ---- | ----------------- | --------- |
| 1     | FIN  | Kalevi Hämäläinen | 2:59:06,3 |
| 2     | FIN  | Veikko Hakulinen  | 2:59:26,7 |
| 3     | SWE  | Rolf Rämgård      | 3:02:46,7 |
| 4     | SWE  | Lennart Larsson   | 3:03:27,9 |
| 5     | SWE  | Sixten Jernberg   | 3:05:18,0 |
| 6     | FIN  | Pentti Pelkonen   | 3:05:24,5 |
| 7     | URS  | Gennadi Waganow   | 3:05:27,6 |
| 8     | FIN  | Veikko Räsänen    | 3:06:04,4 |
| 9     | NOR  | Hallgeir Brenden  | 3:08:23,0 |
| 10    | NOR  | Sverre Stensheim  | 3:08:51,5 |
|       |      |                   |           |
| 20    | EUA  | Helmut Hagg       | 3:25:14,6 |
| 23    | EUA  | Rudolf Dannhauer  | 3:27:54,6 |
| 24    | EUA  | Siegfried Weiß    | 3:28:29,1 |
| 28    | EUA  | Egon Fleischmann  | 3:38:53,6 |

Datum: 27. Februar 1960, 08:00 Uhr

31 Teilnehmer aus 9 Ländern, alle in der Wertung
Es gab einen unerwarteten finnischen Doppelerfolg. Zunächst hatte es nach einem Sieg von Jernberg ausgesehen, der nach 10 km mit deutlichem Abstand an der Spitze lag, aber sein Tempo nicht durchhalten konnte. Bereits nach 15 km befand sich Hämäläinen 4 Sekunden vor dem Schweden und nach weiteren 5 km war Jernberg auf Rang 4 zurückgefallen. Die nunmehrige Reihung an der Spitze blieb bis ins Ziel gleich. Sensationell war das schwache Abschneiden der sowjetischen Läufer, die ihre schwerste Niederlage seit ihrem Auftreten im internationalen Skisport erlitten. Sehr gut zeigten sich Italien und das deutsche Team, eine weitere Sensation stellten die in den Vorschauen geradezu unerwähnten USA dar, die alle vier Läufer ins Ziel brachten. Kein Ruhmesblatt war der vollständige Verzicht der Schweiz. Fritz Kocher war zwar eingeschrieben, doch hatte er sich nicht in der Verfassung gefühlt, um einen Fünfziger in einigermaßen guter Zeit zu bewältigen. Der als Erster gestartete Hämäläinen ließ die nach ihm gestarteten Konkurrenten um Minuten zurück. Hakulinen büßte zwischen dem dreißigsten und vierzigsten Kilometer rund 20 s ein und wurde mit 42 Sekunden Rückstand gestoppt. Hinter den beiden Finnen wuchsen die Abstände rapide. Es war mittlerweile merklich wärmer geworden, was den Läufern nicht behagte. Während die Schweden doch etwas enttäuscht waren, hatten die Norweger keine allzu großen Hoffnungen gehegt; sie vollbrachten zwar eine beachtliche Gesamtleistung, doch Brenden verlor mehr als 9 Minuten auf den Sieger.

### 4 × 10 km Staffel
| Platz | Land / Sportler                                                                                | Zeit                                                    |
| ----- | ---------------------------------------------------------------------------------------------- | ------------------------------------------------------- |
| 1     | Finnland 0000Toimi Alatalo 0000Eero Mäntyranta 0000Väinö Huhtala 0000Veikko Hakulinen          | 2:18:45,6 h 35:03 min 34:45 min 35:01 min 0033:56,6 min |
| 2     | Norwegen 0000Harald Grønningen 0000Hallgeir Brenden 0000Einar Østby 0000Håkon Brusveen         | 2:18:46,4 h 35:07 min 34:41 min 0034:17,4 min           |
| 3     | Sowjetunion 0000Anatoli Scheljuchin 0000Gennadi Waganow 0000Alexei Kusnezow 0000Nikolai Anikin | 2:21:21,6 h 37:17 min 34:22 min 35:11 min 0034:31,6 min |
| 4     | Schweden 0000Lars Olsson 0000Janne Stefansson 0000Lennart Larsson 0000Sixten Jernberg          | 2:21:31,8 h 34:56 min 37:44 min 34:44 min 0034:07,8 min |
| 5     | Italien 0000Giulio Deflorian 0000Giuseppe Steiner 0000Pompeo Fattor 0000Marcello De Dorigo     | 2:22:32,5 h 35:37 min 35:59 min 35:30 min 0035:26,5 min |
| 6     | Polen 0000Andrzej Mateja 0000Józef Rysula 0000Józef Gut-Misiaga 0000Kazimierz Zelek            | 2:26:25,3 h 36:22 min 35:33 min 37:19 min 0037:51,3 min |
| 7     | Frankreich 0000Victor Arbez 0000René Mandrillon 0000Benoît Carrara 0000Jean Mermet             | 2:26:30,8 h 36:50 min 36:46 min 36:41 min 0036:13,8 min |
| 8     | Schweiz 0000Fritz Kocher 0000Marcel Huguenin 0000Lorenz Possa 0000Alphonse Baume               | 2:29:36,8 h 37:43 min 38:15 min 36:37 min 0037:01,8 min |
| 9     | Deutschland 0000Cuno Werner 0000Helmut Hagg 0000Werner Haase 0000Enno Röder                    | 2:31:47,1 h 37:27 min 37:53 min 37:58 min 0038:29,1 min |
| 10    | Japan 0000Takashi Matsuhashi 0000Kazuo Satō 0000Eiji Kurita 0000Akemi Taniguchi                | 2:36:44,9 h 39:02 min 37:41 min 39:17 min 0040:44,9 min |
| 11    | Vereinigte Staaten 0000Mack Miller 0000Karl Bohlin 0000John Dendahl 0000Peter Lahdenpera       | 2:38:01,8 h 37:04 min 40:47 min 39:11 min 0040:59,8 min |

Datum: 25. Februar 1960, 08:00 Uhr

11 Staffeln am Start, alle in der Wertung
Beim Start gab es −4 bis −1 °C und einen neuen »Zuschauerrekord« mit 200 Personen. Es wurde auf einer einzigen Schleife gelaufen, die Schlussläufer wurden durch merklichen Rückenwind in der Endphase begünstigt. Anfangs lag ein Dreiergespann mit Finnland, Norwegen und Schweden voraus, doch im Verlauf der zweiten Runde hatte der Schwede Stefansson einen Schwächeanfall und musste kurz unterbrechen. Die Sowjetunion musste bereits nach Scheljuchin, der mit verwachsten Skiern als Achter übergab, die Hoffnungen auf Gold aufgeben. Sowohl die Sowjets als auch Schweden erholten sich von ihren Rückschlägen. Waganow arbeitete sich mit der schnellsten Runde auf Rang 5 vor und Kusnezow brachte sein Team auf Rang 3. Seitens der Schweden kam Larsson nahe an den viertplatzierten Fattor heran, Jernberg ließ dann De Dorigo stehen. Vorne sah es aus, als sei auf den letzten Kilometern der dritten Runde die Entscheidung gefallen, als Huhtala Østby ziehen lassen musste. Der finnische Schlussläufer Hakulinen ging mit 20 Sekunden Rückstand auf Brusveen ins Rennen; erlag nach 5 Kilometern nur mehr 15 Sekunden zurück und 3 km vor dem Ziel schloss zum Norweger auf. Auf den letzten 300 Meter gab es ein Kopf-an-Kopf-Rennen, wobei der völlig erschöpfte Hakulinen sich förmlich ins Ziel warf und acht Zehntelsekunden Vorsprung rettete.

## Langlauf Frauen

### 10 km
| Platz | Land | Sportlerin          | Zeit (min) |
| ----- | ---- | ------------------- | ---------- |
| 1     | URS  | Maria Gussakowa     | 39:46,6    |
| 2     | URS  | Ljubow Kosyrewa     | 40:04,2    |
| 3     | URS  | Radja Jeroschina    | 40:06,0    |
| 4     | URS  | Alewtina Koltschina | 40:12,6    |
| 5     | SWE  | Sonja Edström       | 40:35,5    |
| 6     | FIN  | Toini Pöysti        | 40:41,9    |
| 7     | SWE  | Barbro Martinsson   | 41:06,2    |
| 8     | SWE  | Irma Johansson      | 41:08,3    |
| 9     | BUL  | Krastana Stoewa     | 41:44,0    |
| 10    | SWE  | Britt Strandberg    | 42:06,8    |
|       |      |                     |            |
| 12    | EUA  | Rita Czech-Blasel   | 42:29,0    |
| 16    | EUA  | Renate Dannhauer    | 43:46,1    |
| 18    | EUA  | Sonnhilde Kallus    | 44:14,6    |

Datum: 20. Februar 1960, 08:00 Uhr

24 Teilnehmerinnen aus 7 Ländern, davon 23 in der Wertung Aufgabe: Christa Göhler (EUA).
Anfangs sah es so aus, als ob es nach der Papierform gehen würde, denn nach 5 km führte Olympiasiegerin Kosyrewa vor Weltmeisterin Koltschina. Aber ein gewaltiger Endspurt von Gussakowa und ein Schwächeanfall Koltschinas warfen das Klassement durcheinander. Wie erwartet war Edström, die Olympiadritte von 1956, ie beste Nichtrussin; die Schwedinnen waren auch die zweitbeste Mannschaft und somit für Staffel-Silber favorisiert. Die Finninnen enttäuschten bis auf Pöysti, die Bulgarin Stoewa brach in die Phalanx der Skandinavierinnen ein. Beste Mitteleuropäerin wurde Czech-Blasel, die man als schwächer gegenüber Kallus eingeschätzt hatte. Die Bedingungen mit Sonnenschein und −8 °C waren ideal, nur die Zuseherzahl (etwa 10) nicht. Es waren nur Ehrengast Prinz Bertil, einige Funktionäre und ein paar Teamgefährtinnen der Läuferinnen anwesend.

### 3 × 5 km Staffel
| Platz | Land / Sportlerinnen                                                               | Zeit                                          |
| ----- | ---------------------------------------------------------------------------------- | --------------------------------------------- |
| 1     | Schweden 0000Irma Johansson 0000Britt Strandberg 0000Sonja Edström                 | 1:04:21,4 h 21:31 min 21:45 min 0021:05,4 min |
| 2     | Sowjetunion 0000Radja Jeroschina 0000Maria Gussakowa 0000Ljubow Kosyrewa           | 1:05:02,6 h 22:57 min 21:18 min 0020:47,6 min |
| 3     | Finnland 0000Siiri Rantanen 0000Eeva Ruoppa 0000Toini Pöysti                       | 1:06:27,5 h 22:57 min 21:51 min 0021:39,5 min |
| 4     | Polen 0000Stefania Biegun 0000Helena Gąsienica Daniel 0000Józefa Czerniawska-Pęksa | 1:07:24,6 h 22:10 min 23:05 min 0022:09,6 min |
| 5     | Deutschland 0000Rita Czech-Blasel 0000Renate Dannhauer 0000Sonnhilde Kallus        | 1:09:25,7 h 22:59 min 22:48 min 0023:38,7 min |

Datum: 26. Februar 1960, 08:00 Uhr

5 Staffeln am Start, alle in der Wertung
Das Rennen begann bei gutem Wetter, Sonnenschein und −2 bis −5 °C auf der Loipe. Nach dem Vierfachsieg auf den 10 km galten die Sowjet-Sportlerinnen als eindeutige Favoritinnen, doch sie hatten wie schon 1956 Pech, denn Jeroschina verlor bei einem Sturz einen Ski und riss eine erhebliche Verspätung auf. Rantanen stolperte über die gestürzte Konkurrentin, was auch für sie einen Zeitverlust bedeutete. Johansson befand sich bereits in Führung, profitierte vom genannten Missgeschick und führte beim ersten Kontrollpunkt bei 2,5 km mit 25 Sekunden vor Rantanen, 31 vor Biegun und 40 vor Jeroschina. Nach 5 km war Schweden vor Polen, Finnland und der Sowjetunion voran. Gussakowa vermochte vorerst den Vorsprung Strandbergs auf 52 Sekunden zu reduzieren, konnte aber ihr forciertes Anfangstempo nicht halten, sodass die Schwedin diese Teilstrecke mit 59 Sekunden Vorsprung abschloss. Kosyrewa erzielte zwar die klare Tagesbestzeit, doch es reichte nicht mehr, um Edström abzufangen.
Die sowjetische Mannschaftsführung kündigte gegen die Wertung einen Protest an und behauptete, Jeroschina sei von Rantanen behindert worden, später auch, dass Johansson über Jeroschinas Ski gefahren sei. Dies sollte mit zwei Filmen bewiesen werden. Ebenso habe der schwedische Langläufer Lennart Larsson seine Landsfrauen als eine Art Schrittmacher neben der Spur unterstützt. Später zogen die Sowjets den Protest zurück, nachdem Mitglieder der Jury bekanntgegeben hatten, dass laut Filmbeweis Johansson nichts mit der Kollision zu tun hatte.

## Skispringen Männer

### Normalschanze
| Platz | Land | Sportler           | Weiten (m)  | Punkte |
| ----- | ---- | ------------------ | ----------- | ------ |
| 1     | EUA  | Helmut Recknagel   | 93,5 / 84,5 | 227,2  |
| 2     | FIN  | Niilo Halonen      | 92,5 / 83,5 | 222,6  |
| 3     | AUT  | Otto Leodolter     | 88,5 / 83,5 | 219,4  |
| 4     | URS  | Nikolai Kamenski   | 90,5 / 79,0 | 216,9  |
| 5     | NOR  | Torbjørn Yggeseth  | 88,5 / 82,5 | 216,1  |
| 6     | EUA  | Max Bolkart        | 87,5 / 81,0 | 212,6  |
| 7     | USA  | Ansten Samuelstuen | 90,0 / 79,0 | 211,5  |
| 8     | FIN  | Juhani Kärkinen    | 87,5 / 82,0 | 211,4  |
| 9     | URS  | Koba Zakadse       | 89,0 / 79,5 | 211,1  |
| 10    | URS  | Nikolai Schamow    | 85,5 / 80,5 | 210,6  |
|       |      |                    |             |        |
| 12    | EUA  | Veit Kührt         | 88,5 / 79,5 | 208,7  |
| 14    | AUT  | Albin Plank        | 87,5 / 75,5 | 206,7  |
| 16    | AUT  | Walter Steinegger  | 87,5 / 79,5 | 205,9  |
| 20    | SUI  | Andreas Däscher    | 86,0 / 77,0 | 201,2  |
| 21    | EUA  | Werner Lesser      | 81,5 / 78,5 | 200,8  |
| 35    | AUT  | Willi Egger        | 78,5 / 76,0 | 185,4  |

Datum: 28. Februar 1960, 11:00 Uhr

45 Teilnehmer aus 15 Ländern, alle in der Wertung
Nachdem am Vormittag der Himmel bedeckt war, klärte er sich auf, sodass die Springer ideale Verhältnisse vorfanden. Weil Recknagel nach seinem ersten Sprung auf 93,5 m den K-Punkt weit übersprungen hatte, gab es für den zweiten Durchgang eine massive Verkürzung um zwei Luken, was sich als etwas zu viel herausstellen sollte. Die Bahn war inzwischen wesentlich langsamer geworden, doch änderte dies am Ausgang der Konkurrzenz nichts. Recknagel war schon im Training der Beste gewesen. Von den übrigen Deutschen konnte sich Bolkart steigern, Kührt schlug sich gut, während Lesser enttäuschte. Die Finnen präsentierten sich erwartungsgemäß besser als im Training. Bei den Österreichern konnte sich Leodolter noch stark verbessern, allerdings hatte er sich schon in den Trainings für eine Medaille empfohlen. Seine Kameraden waren wesentlich schwächer. Die Sowjetspringer spielten mit drei in den ersten Zehn eine bedeutende Rolle, bei den Norwegern musste sich der weit springende Yggeseth zweimal leichte Abzüge für unruhige Flüge gefallen lassen. Eine Überraschung stellte der für die USA startende Samuelstuen dar, der sehr gut mithielt und vor allem in der ersten Serie sehr weit sprang.

## Nordische Kombination Männer

### Einzel (Normalschanze / 15 km)
| Rang | Land | Athlet           | Skispringen  | Skilanglauf   | Skilanglauf   | Gesamt  |
| Rang | Land | Athlet           | Pkte. (Pl.)  | Zeit          | Pkte. (Pl.)   | Punkte  |
| ---- | ---- | ---------------- | ------------ | ------------- | ------------- | ------- |
| 01   | EUA  | Georg Thoma      | 221,5 00(1)  | 0059:23,8 min | 236,452 0(4)  | 457,952 |
| 02   | NOR  | Tormod Knutsen   | 217,0 00(4)  | 0059:31,0 min | 236,000 0(5)  | 453,000 |
| 03   | URS  | Nikolai Gussakow | 212,0 (=10)  | 0058:29,4 min | 240,000 0 (1) | 452,000 |
| 04   | FIN  | Pekka Ristola    | 214,0 0(=6)  | 0059:32,8 min | 235,871 0(6)  | 449,871 |
| 05   | URS  | Dmitri Kotschkin | 219,5 00(2)  | 1:01:32,1 h00 | 228,194 (11)  | 447,694 |
| 06   | NOR  | Arne Larsen      | 215,0 00 (5) | 1:01:10,1 h00 | 229,613 (10)  | 444,613 |
| 07   | NOR  | Sverre Stenersen | 205,5 (=14)  | 1:00:24,0 h00 | 232,581 0(8)  | 438,081 |
| 08   | SWE  | Lars Dahlqvist   | 201,5 0(20)  | 0059:46,0 min | 235,032 0(7)  | 436,532 |
| 09   | FIN  | Paavo Korhonen   | 197,5 0(25)  | 0059:08,0 min | 237,484 0(3)  | 434,984 |
| 10   | SWE  | Bengt Eriksson   | 213,0 00(8)  | 1:03:27,9 h00 | 220,710 (19)  | 433,710 |
|      |      |                  |              |               |               |         |
| 13   | EUA  | Günter Flauger   | 207,0 (=12)  | 1;02:10,0 h00 | 225,742 (14)  | 432,742 |
| 17   | EUA  | Rainer Dietel    | 214,0 0(=6)  | 1:05:32,8 h00 | 212,645 (22)  | 426,645 |
| 20   | EUA  | Martin Körner    | 212,0 (=10)  | 1:07:37,0 h00 | 204,645 (27)  | 416,645 |
| 21   | AUT  | Alois Leodolter  | 205,5 (=14)  | 1:06:21,9 h00 | 209,484 (25)  | 414,984 |

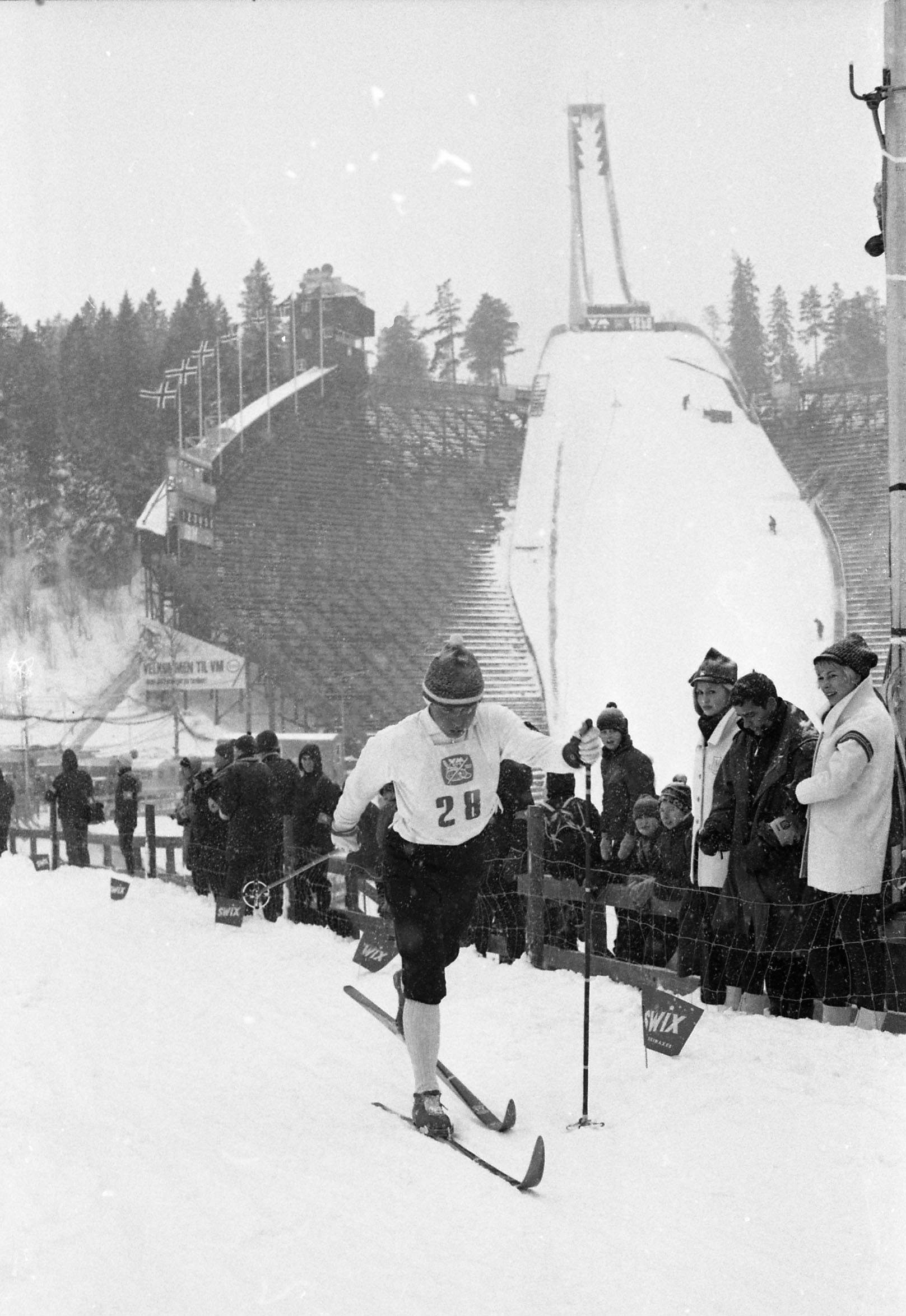
Olympiasieger Georg Thoma – hier bei den Weltmeisterschaften 1966 in Oslo

Skispringen: 21. Februar 1960, 12:30 Uhr
Langlauf: 22. Februar 1960
33 Teilnehmer aus 13 Ländern, davon 31 in der Wertung
In den Anfangsjahrzehnten wurde die Nordische Kombination in nur einer Variante ausgetragen. Hier in Squaw Valley wurde wie bei den vorangegangenen Spielen in Cortina d’Ampezzo zunächst das Skispringen und als zweite Disziplin der Langlauf ausgetragen. Der Sprunglauf bestand wie bei den drei letzten Winterspielen aus drei Versuchen, von denen die besten zwei Sprünge in die Wertung kamen. Der Langlauf wurde wie 1956 separat und nicht zusammen mit den Spezialisten, ausgetragen. Die Distanz betrug wie in Cortina d’Ampezzo 15 Kilometer.
Während dem Springen rund 30.000 Zuschauer beigewohnt hatten, waren beim Langlauf nur etwa 100 ins Zielstadion gekommen, als der Startschuss bei −14 °C fiel. Beim Springen herrschten beste Wetterbedingungen, der vorhandene Schnee machte die Anlaufspur so schnell, dass die Teilnehmer auf den vollen Anlauf verzichteten. Hinsichtlich des ebenfalls bei guten Bedingungen stattfindenden Langlaufes sah sich Georg Thoma nicht in der Favoritenrolle. Er meinte, dass ihn „der Schnellste bei fünf bis sechs Minuten abknöpfen“ werde, einen Vorteil sah er lediglich in seiner hinteren Startnummer. Seine Mannschaftsführung hoffte auf eine Bronzemedaille; die Russen und Skandinavier räumten ihm keine Medaillenchancen ein. Im Langlauf war Nikolai Gussakow vom Start weg der Schnellste, auch Tormod Knutsen und Paavo Korhonen hielten ihr Anfangstempo durch, während Sverre Stenersen dazu nicht die Reserven hatte. Das war bei Thoma umgekehrt. Er war das Rennen vorsichtig angegangen und steigerte sein Tempo nach und nach.
Der Sieg von Thoma war eine Sensation, denn er schlug die favorisierten Skandinavier und Sowjet-Teilnehmer. Er war zwar als ausgezeichneter Springer bekannt, allerdings nicht als guter Langläufer. In dieser Disziplin konnte er jedoch eine bessere Zeit erreichen als seine schärfsten Konkurrenten aus dem Springen. In ersten Reaktionen wurde von skandinavischer Seite betont, der Thoma-Sieg sei eher positiv zu werten, um das Interesse am nordischen Skisport in den Alpenländern anzuregen.
Zur Überraschung stellten die Medienvertreter fest, dass von Thoma während seines Langlaufes kein Foto geschossen worden war. Alle Fotografen hatten trotz seiner Führung nach dem Springen geglaubt, dass er weit zurückfallen werde. Die Art, wie Thoma in aller Stille seine Goldmedaille gewann, war bezeichnend für diese Olympischen Spiele: Tausende drängten sich im Olympiazentrum und auch an der Herrenabfahrt, aber der Kombinationslanglauf interessierte praktisch niemanden. Allerdings verpassten auch viele der deutschen Medienvertreter die Sensation; sie hatten sich zur Herrenabfahrt begeben, wo das deutsche Team auch eine große Rolle spielte.